# Comuna de Biały Dunajec
Biały Dunajec (polaco: Gmina Biały Dunajec) é uma gminy (comuna) na Polónia, na voivodia de Pequena Polónia e no condado de Tatrzański. A sede do condado é a cidade de Biały Dunajec.
De acordo com os censos de 2004, a comuna tem 6753 habitantes, com uma densidade 190,2 hab/km².

## Área
Estende-se por uma área de 35,51 km², incluindo:
- área agricola: 79%
- área florestal: 15%

## Demografia
Dados de 30 de Junho 2004:
|                      | Total   | Total | Mulheres | Mulheres | Homens  | Homens |
| -------------------- | ------- | ----- | -------- | -------- | ------- | ------ |
|                      | pessoas | %     | pessoas  | %        | pessoas | %      |
| População            | 6753    | 100   | 3464     | 51,3     | 3289    | 48,7   |
| Densidade (pop./km²) | 190,2   | 100   | 97,5     | 97,5     | 92,6    | 92,6   |

De acordo com dados de 2002, o rendimento médio per capita ascendia a 1271,73 zł.

## Comunas vizinhas
- Bukowina Tatrzańska, Czarny Dunajec, Poronin, Szaflary